# Annemarie Ambühl
Annemarie Ambühl ist eine Schweizer Altphilologin. Sie lehrt am Institut für Altertumswissenschaften/Klassische Philologie der Johannes Gutenberg-Universität Mainz.

## Wissenschaftlicher Werdegang
Das Studium (1989–1997) der Griechischen Philologie, der Lateinischen Philologie und der Alten Geschichte an der Universität Basel und der University of Michigan schloss sie mit dem Lizentiat ab. Von 1997 bis 2001 war sie wissenschaftliche Assistentin an der Universität Basel, wo sie 2002 promoviert wurde. Von 2001 bis 2005 war sie wissenschaftliche Mitarbeiterin und Habilitandin am Forschungsprojekt Eine menschengemachte Katastrophe als kollektives Trauma. Seine Verarbeitung in der römischen Dichtung am Beispiel von Lucans Bellum Civile an der Universität Basel an SNF-Förderungsprofessur Christine Waldes und gleichzeitig Lehrbeauftragte an der Universität Basel. An der Rijksuniversiteit Groningen war sie von 2005 bis 2009 Lehrbeauftragte und Habilitationsstipendiatin (2005/2006). Von 2010 bis 2011 war sie wissenschaftliche Mitarbeiterin und Lehrkraft für besondere Aufgaben an der Justus-Liebig-Universität Gießen und Lehrbeauftragte an der Johannes Gutenberg-Universität Mainz. Im Dezember 2010 wurde das Habilitationsverfahren an der Johannes-Gutenberg Universität Mainz eröffnet. Nach dem Habilitationskolloquium wurde ihr die Venia legendi für Klassische Philologie am 25. Januar 2012 erteilt. Im Wintersemester 2011/2012 und Sommersemester 2012 vertrat sie die Professur für Latinistik (W3) an der Universität zu Köln. Im Wintersemester 2011/2012 und Wintersemester 2012/2013 war sie Lehrbeauftragte an der Johannes-Gutenberg Universität Mainz. Von September 2012 bis März 2014 war sie Dozentin für Latinistik an der Universiteit Leiden. Seit 2013 lehrt sie als Privatdozentin für Klassische Philologie an der Johannes-Gutenberg Universität Mainz. Seit Wintersemester 2014/2015 ist sie wissenschaftliche Mitarbeiterin und Lehrkraft für besondere Aufgaben (unbefristet) am Institut für Altertumswissenschaften/Klassische Philologie an der Johannes Gutenberg-Universität Mainz.
Ihre Forschungsschwerpunkte sind römisches Epos und Tragödie, griechische Tragödie, hellenistische Dichtung, Rezeption der griechischen Literatur in Rom, Überlieferung und Rezeption der antiken Literatur bis in die Gegenwart, Krieg und Bürgerkrieg in der Literatur und Interaktion zwischen antiken poetischen und (natur-)wissenschaftlichen Diskursen.
Neben ihrer Buchpublikationen veröffentlichte sie auch mehrere Artikel über hellenistische und lateinische Poesie in internationalen Handbüchern (Brill’s Companion to Hellenistic Epigram, hrsg. P. Bing/J.S. Bruss, Leiden: Brill 2007; A Companion to Hellenistic Literature, hrsg. J.J. Clauss/M. Cuypers, Malden, Mass.: Blackwell 2010). und ist Mitherausgeberin der wissenschaftlichen Zeitschrift thersites. Journal for Transcultural Presences and Diachronic Identities from Antiquity to Date.

## Schriften (Auswahl)
- Kinder und junge Helden. Innovative Aspekte des Umgangs mit der literarischen Tradition bei Kallimachos (= Hellenistica Groningana. Band 9). Peeters, Leuven u. a. 2005, ISBN 90-429-1551-X (überarbeitete Version der Dissertation, Basel 2002).
- Die Wahrnehmung des Neuen in Antike und Renaissance (= Colloquia Raurica, Band 8). De Gruyter, Berlin 2004, ISBN 3-598-77419-2.
- Lucan im 21. Jahrhundert, mit Christine Walde, De Gruyter, Berlin 2005 (Reprint 2011), ISBN 3-598-73026-8.
- Lucan und die griechische Literatur. Zur Darstellung von Krieg und Bürgerkrieg im Bellum civile und in der attischen Komödie. De Gruyter Saur, Berlin 2008, ISBN 3-598-77837-6.
- Krieg und Bürgerkrieg bei Lucan und in der griechischen Literatur. Studien zur Rezeption der attischen Tragödie und der hellenistischen Dichtung im Bellum civile (= Beiträge zur Altertumskunde. Band 225). de Gruyter, Berlin 2015, ISBN 978-3-11-022207-4 (überarbeitete Version der Habilitationsschrift, Mainz 2012).[3]

Herausgeberschaft
- War of the Senses – The Senses in War. Interactions and Tensions between Representations of War in Classical and Modern Culture. thersites. Journal for Transcultural Presences and Diachronic Identities from Antiquity to Date, Bd. 4 (2016), ISSN 2364-7612 (Inhaltsverzeichnis)